# Condició de Samuelson
Per condició de Samuelson (o condició Samuelson-Mishi o condició de Lindahl-Bowen i Samuelson o, fins i tot, condició d'eficiència de Bowen-Lindahl-Samuelson ) s'entén -en el context de l'economia del benestar- la relació òptima de producció i distribució entre béns privats i béns públics (entesos com els proveïts per l'autoritat pública). Quan aquesta relació se satisfà, la condició implica que subseqüents substitucions de béns públics per privats (o viceversa) resultarien en una disminució de la utilitat comuna o social o general. (vegeu també: Bé comú).

## Formalisme

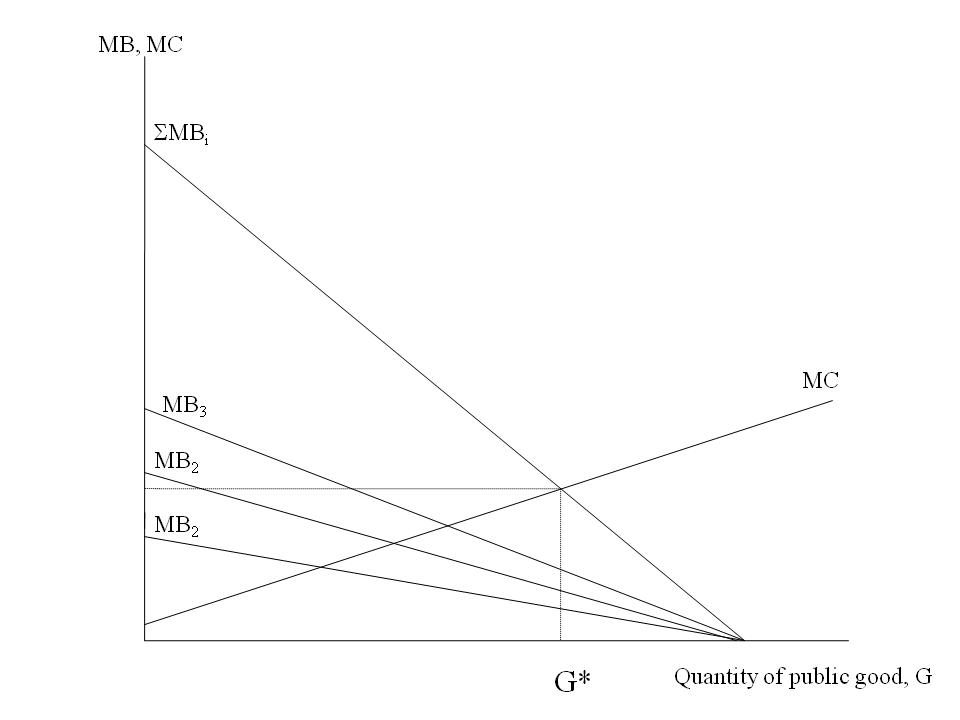
Interpretació de l'oferta i la demanda de la condició de Samuelson

La condició va ser proposada per Samuelson en la seva influent “teoria de la despesa pública”. Es pot expressar així:

{\displaystyle \sum _{i=1}^{n}\mathrm {MRS} _{i}=\mathrm {MRT} }

En la qual:
{\displaystyle n} és el nombre de consumidors.
{\displaystyle \mathrm {MRS} _{i}} és la relació marginal de substitució per a un individu ({\displaystyle i} ) qualsevol
{\displaystyle \mathrm {MRT} } és la frontera de possibilitats de producció entre els béns públics i els béns privats.
La fórmula implica que el benefici o bé comú (entès com la suma dels beneficis individuals dels consumidors) és igual a la situació en què la corba de transformació de la producció de béns es maximitza. La interpretació intuïtiva -generalment acceptada en economia- de la condició és que estableix que la provisió d'un bé públic s'haurà de portar fins al punt en què la quantitat de bé privat que els consumidors estan disposats a oferir o “pagar” per obtenir una mesura addicional de bé públic i el cost de proveir aquest bé siguin iguals. En altres paraules, fins que la relació marginal de transformació s'iguali a la suma de les relacions marginals de substitució, per als n agents, entre el bé públic i el bé privat.
Monge (2021) demostra que aquesta condició d'optimalitat no consisteix en la igualació d'una mena de Taxa Marginal de Substitució Social amb la Taxa Marginal de Transformació de l'economia.
S'ha de tenir en compte que la condició no estableix un punt únic, permanent i universal sobre la proporcionalitat en la relació de provisió entre béns privats i béns públics, a causa que els individus no necessàriament estan disposats a pagar el mateix pels béns i que aquestes preferències no són necessàriament estables a llarg termini. Això, juntament amb altres problemes més tècnics, ha portat alguns autors a observar que: “"Podem comparar dos òptims, un sense interdependència d'utilitat i un altre amb interdependència. Si tots dos tenen la mateixa distribució de la renda, <p, la proporció de bé privat i de bé públic difereix. Paral·lelament, si els dos òptims han de tenir la mateixa proporció de bé privat i de bé públic, la distribució de la renda ha de diferir. D'això se'n deriva que un observador imparcial que hagi d'escollir el millor òptim eficient de Pareto o òptim social, en presència d'utilitat interdependent, pot preferir un òptim amb la mateixa distribució de la renda com en absència d'utilitat interdependent, encara que això implicarà una diferent proporció de bé privat i de públic. Concloem que a The Pure Theory of Public Expenditure, de PA Samuelson, ni l'òptim eficient de Pareto, ni l'òptim social (el millor de tots els òptims de Pareto) són invariables a la interdependència de la utilitat. Aquesta interdependència canvia la naturalesa de tots dos".
Així, es pot entendre la proposta de Samuelson simplement com que el màxim de benestar es troba quan la societat produeix el màxim de béns que pot produir utilitzant els mitjans existents – barrejant-los com sigui convenient. Què és exactament el que es pot o qui els ha de produir no és una qüestió que l'economia pot o ha de respondre més enllà de proveir els mecanismes que permeten establir els límits d'eficiència entre aquests sistemes de producció en un moment donat (és a dir, que un bé pot ser produït per l'Estat fins al punt que el seu cost supera el que els individus estan disposats a pagar per la producció). Això podria ser vist com una asserció del que és obvi, però en realitat ha tingut gran influència en què s'ha vist com establint bases fermes per a la percepció que la solució a problemes socioeconòmics es troba en la maximització de la producció i que aquesta maximització s'aconsegueix quan s'utilitza tant la producció privada com la pública o estatal en proporcions que depenen de consideracions socials més àmplies: és possible, d'acord amb la fórmula, trobar diverses solucions o relacions possibles entre béns privats i béns públics, i totes satisfan el requeriment de maximitzar la utilitat comuna. (veure Economia mixta). En les paraules de Joseph E. Stiglitz:
“El veritable debat avui en dia gira al voltant de trobar el balanç correcte entre el mercat i el govern. Tots dos són necessaris. Cadascú pot complementar l'altre. Aquest balanç serà diferent depenent de l'època i el lloc”.